# Protection civile en Algérie

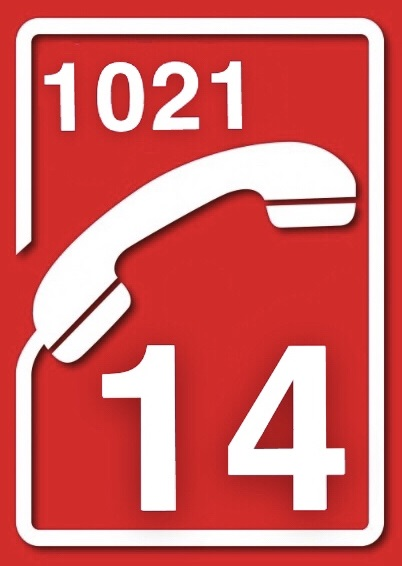
Les numéros de téléphone d'urgence de la protection civile algérienne

La protection civile (en arabe : الحماية المدنية), communément appelée « pompiers » décrit le service qui englobe tous les acteurs de la sécurité civile et de la lutte contre l'incendie. La protection civile est un service de secours dont le but est l'assistance et l'aide à la population.

## Historique
Deux ans après l'indépendance de l'Algérie en 1962, le service national de la protection civile algérienne est né à l'initiative du président Ahmed Ben Bella grâce au décret no 64-129 du 15 avril 1964. La gestion administrative et la prise en charge salariale des sapeurs-pompiers relevaient encore des municipalités comme au temps de la période coloniale.
Grâce au décret 76-39 du 20 février 1976, l'organisation sera complétée par la substitution de l'ex Service national de la Protection civile et la création de la direction générale de la protection civile. 
En 1991, la protection civile bénéficie de l'autonomie financière.
La devise de la protection civile algérienne est : "sauver la vie au péril de la sienne"

## Organisation
L'organisation de la DGPC algérienne est fixée par le décret no 91-503 du 21 décembre 1991.
Au sein de la direction générale de la protection civile on retrouve plusieurs directions comme :
- La direction de la prévention qui se divise en trois sous-directions (la sous-direction des études et de la réglementation, la sous-direction des risques majeurs, et la sous-direction des statistiques et de l’information) qui s’occupent des activités développées par la protection civile, pour les études, et la définition des règles générales et des normes de sécurité applicables en matière de prévention, dans les différents secteurs, ainsi, que du contrôle relatif à leur application[4].

- La direction de l’organisation et de la coordination des secours comprend quatre sous-directions (la sous-direction de la planification opérationnelle, la sous-direction des opérations, la sous-direction des communications et liaisons opérationnelles et la sous-direction du secours médicalisé) qui s’occupent d’étudier et de définir les moyens et les règles d’organisation, de préparation et de mise en œuvre des secours et de la coordination de leur déroulement[4].
- La direction du personnel et de la formation comprend trois sous-directions (la sous-direction du personnel, la sous-direction de l’action sociale et la sous-direction de la formation) qui s’occupent de la gestion et de la répartition des ressources humaines, de la définition de la politique de formation, de la fixation des programmes pédagogiques et de définition des règles et des conditions de leur mise en œuvre[4].

- La direction de la logistique et des infrastructures comprend trois sous-directions (la sous-direction du budget et de la comptabilité, la sous-direction des infrastructures et la sous-direction des équipements et de la logistique) qui s’occupent des études et réalisations des programmes d’infrastructures et d’équipements, qui fixent et exécutent les prévisions de crédits et de définissent et contrôlent les conditions de gestion et de maintenance des infrastructures et des équipements de la protection civile[4].

De plus, chaque wilaya possède sa propre direction régionales, ces directions sont appelées direction de protection civile suivi du nom de la wilaya (DPC). On retrouve donc 58 directions de protection civile en Algérie.
La protection civile possède également au sein des unités principales des sections spécialisées de type :
- Groupe de reconnaissance et d'intervention en milieu périlleux (GRIMP)

- Sauvetage aquatique (plongeurs, sauveteurs nautiques)
- Sections spécialisées dans les risques technologiques et chimiques (dépollution etc)
- Unités de sauvetage déblaiement  (composés de cynophiles, et de sauveteurs spécialisés dans les catastrophes naturels, ce sont les unités USAR (Urban Search And Rescue)
- Groupement aérien de la protection civile (basés à Dar El Beïda ils interviennent notamment pour le transport de blessés graves ou encore pour participer au manœuvre d'extinction de feux de forêts par les airs etc..)
- Motocyclistes (unités rapides d'intervention)
- Techniques (composées de dépanneuses lourdes et de véhicules spécialisés dans la réparation et l'extraction de véhicules)

## Les missions
Les membres de la protection civile ont plusieurs types de missions, ils sont également chargés de la prévention, de la formation de premiers secours, de la protection et de la lutte contre les incendies. Ils concourent avec les autres services et professionnels concernés à la protection et à la lutte contre les autres accidents, sinistres et catastrophes, à l'évaluation et à la prévention des risques technologiques ou naturels ainsi qu'aux secours d'urgence. 
Les membres de la protection civile sont des techniciens du risque au premier rang pouvant répondre à tout types de missions tel que la protection des personnes, des biens et de l'environnement.
Les numéros de téléphone à composer pour joindre la protection civile en Algérie est le 14 ou le 1021. Ce sont des numéros verts (gratuits) réservés aux lignes d'urgences. 

### Le secours à personnes (SAP)

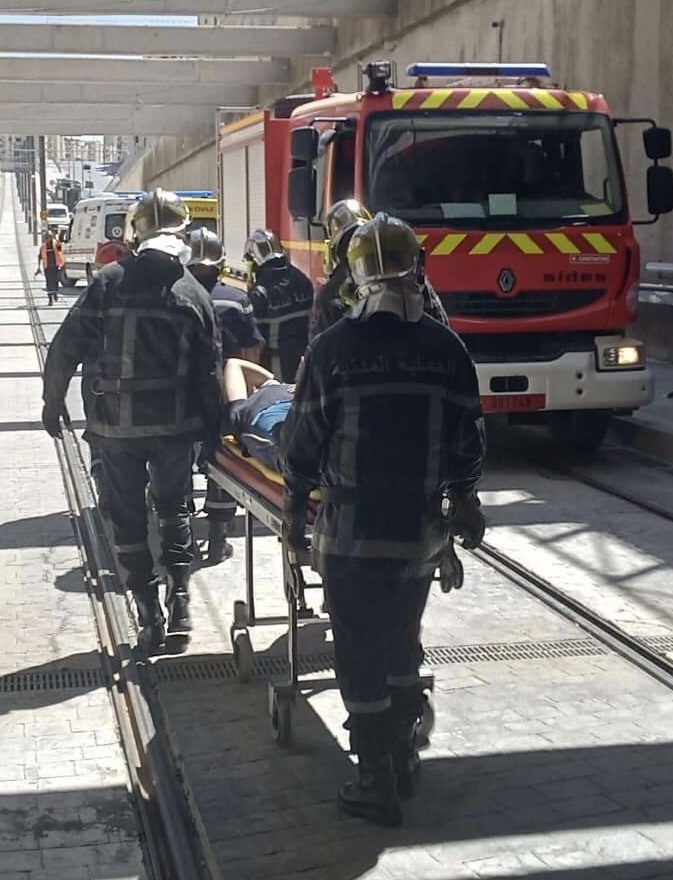
Des agents de la protection lors d'une intervention

Il s'agit de secours à domicile ou sur la voie publique qui représentent la majorité des interventions:
- Secours sur la voie publique : blessés sur la voie publique ou dans les lieux publics, noyades, accidents de la circulation routière, ferroviaire, aérienne ou de la navigation.
- Secours à domicile : accident domestique (chute, brûlure, asphyxie, électrocution, noyade) ou physique (hémorragie, arrêt cardiaque, détresse psychologique, malaise) etc.

### Les incendies

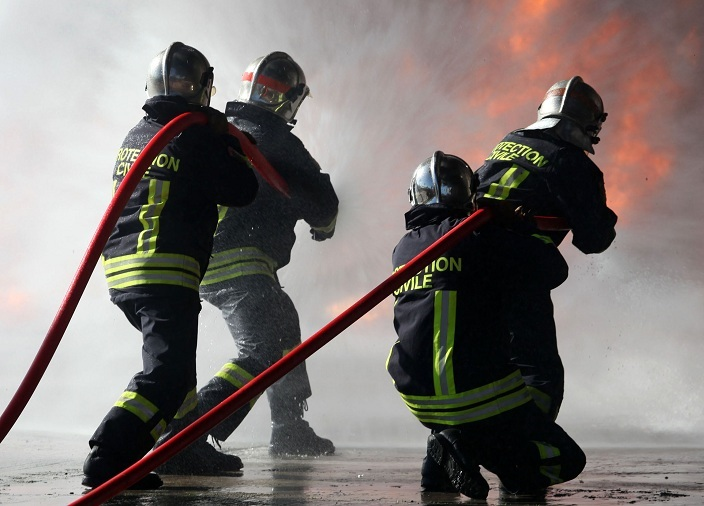
Des agents de la protection civile algérienne durant une manœuvre.

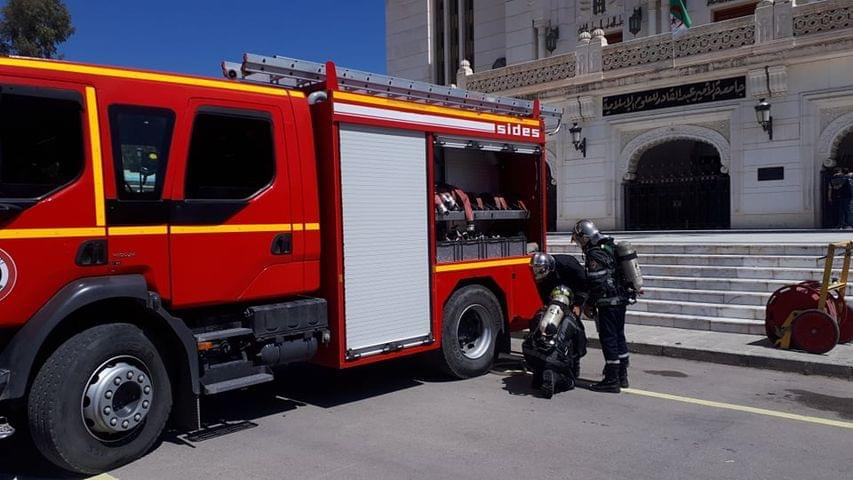
Des agents de la protection civile algérienne durant une manœuvre.

Feux d'habitations, feux industriels, feux de forêts, etc.

### Les interventions diverses
Parmi les opérations réalisées par la protection civile on recense également des interventions diverses comme : le déblocage d'ascenseurs, d'inondations, de sauvetage d'animaux, de fuites de gaz etc.

### La formation
La protection civile forme également les secouristes bénévoles notamment à travers le plan national "un secouriste par famille".
Ils forment aussi les volontaires issus de la population aux gestes des premiers secours.
Mais aussi les professionnels de l'industrie, les membres des services de sécurité comme la police ou la gendarmerie etc.

### La prévention et la sensibilisation
La protection civile fait aussi de la sensibilisation et de la prévention auprès des écoles, collèges, lycées, et autres institutions publiques en Algérie.
Il y a plusieurs thèmes, tel que les risques majeurs des feux de forêts, de la sensibilisation routière, des différents  risques domestiques, des risques d'inondations, des risques technologiques, et des risques sismiques.

## Uniformes
Les membres de la protection civile algérienne ont plusieurs uniformes :
- Tenue d'intervention : Elle est la tenue de travail de la protection civile, composée d'une veste bleu nuit avec une bande grise ainsi que d'un pantalon et d'une paire de bottes.
- Tenue de feu : Cette tenue est utilisée lors des incendies ou des accidents de la route, elle est composée d'une paire de gants d'attaque, d'un casque, d'une cagoule, d'une veste de feu et d'un sur-pantalon.
- Tenues spécialisées: Il existe également plusieurs types de tenues d'intervention spécialisées pour les risques spécifiques (comme les risques chimiques, bactériologiques ou radioactifs etc.)

Tenues hors-rang : Tenues destinées aux travaux administratifs, aux sorties et aux cérémonies.

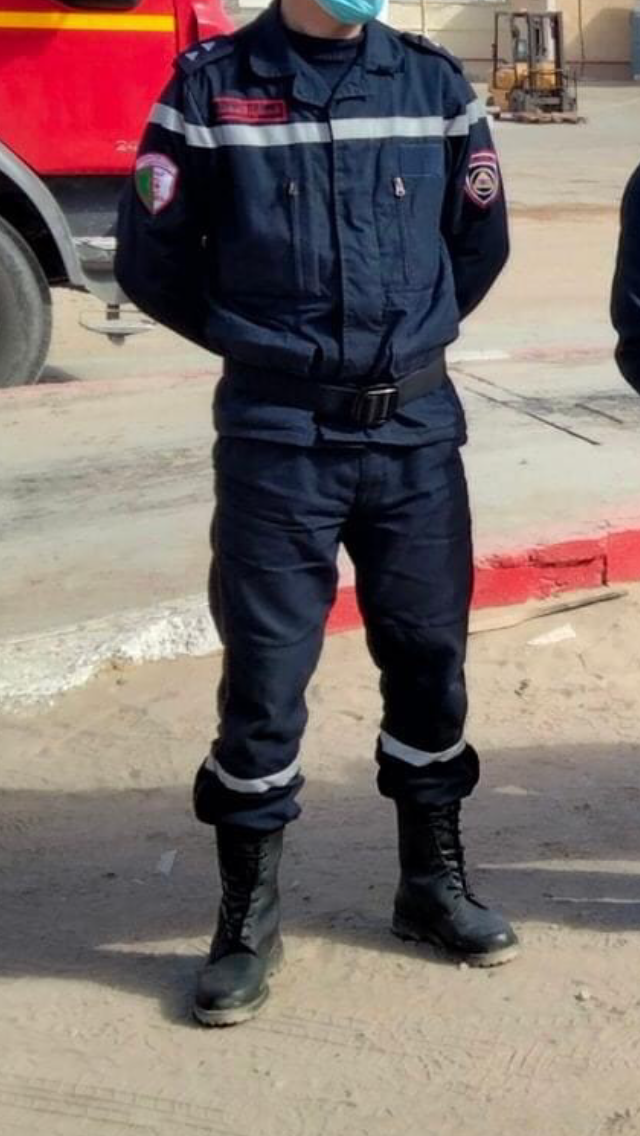
Tenue d'intervention de la protection civile algérienne
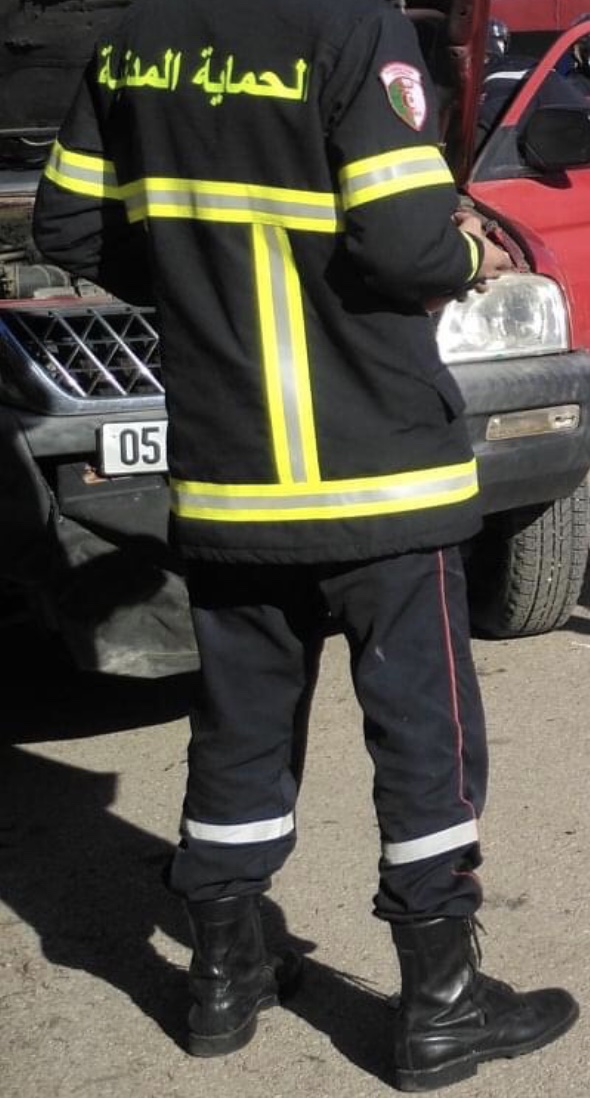
Tenue de feu de la protection civile algérienne
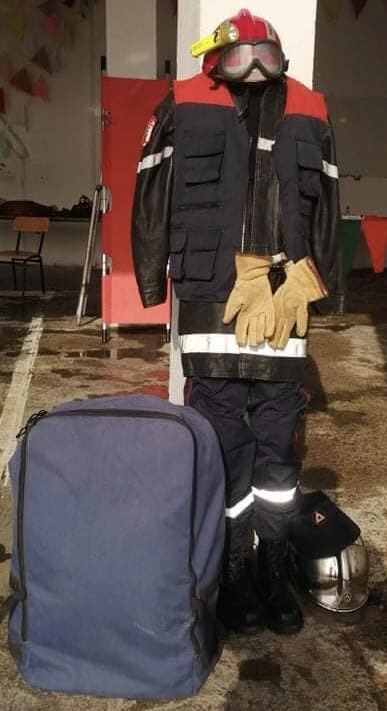
Tenue feu de forêt de la protection civile algérienne
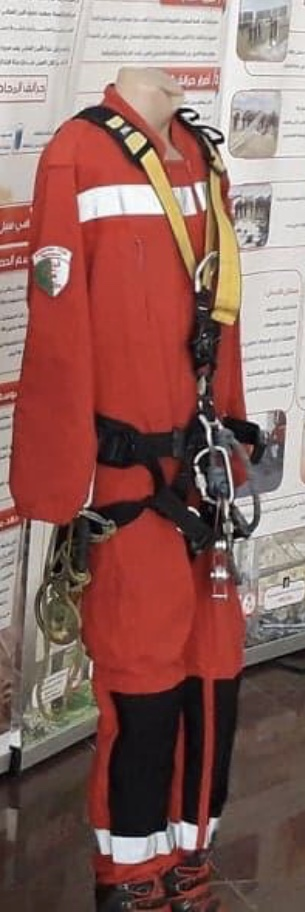
Tenue du GRIMP de la protection civile algérienne
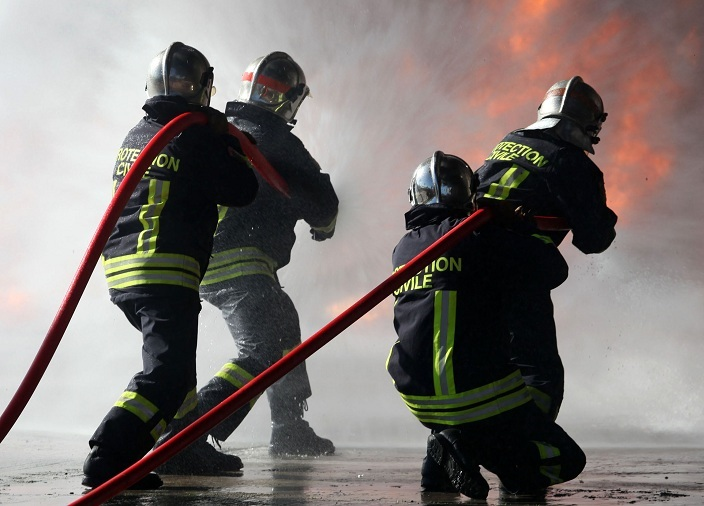
Tenue de feu de la protection civile algérienne

## Grades
Officiers supérieurs
- Colonel
- Lieutenant-colonel
- Commandant

Officiers
- Capitaine
- Lieutenant
- Sous-lieutenant

Sous-Officiers
- Adjudant
- Sergent

Hommes du rang
- Caporal-chef
- Caporal
- Agent

## Moyens matériels

### Engins d'incendie
- FPT (Fourgon pompe tonne)
- FPTL (Fourgon pompe tonne léger)
- FMOGP (Fourgon mousse grande puissance)
- CCF (Camion citerne feux de forêts)
- CCFL (Camion citerne feux de forêts léger)
- CCFM (Camion citerne feux de forêts moyen)
- CCGC (Camion citerne grande capacité)
- CCI (Camion Citerne Incendie)
- CCR (Camion citerne rural)

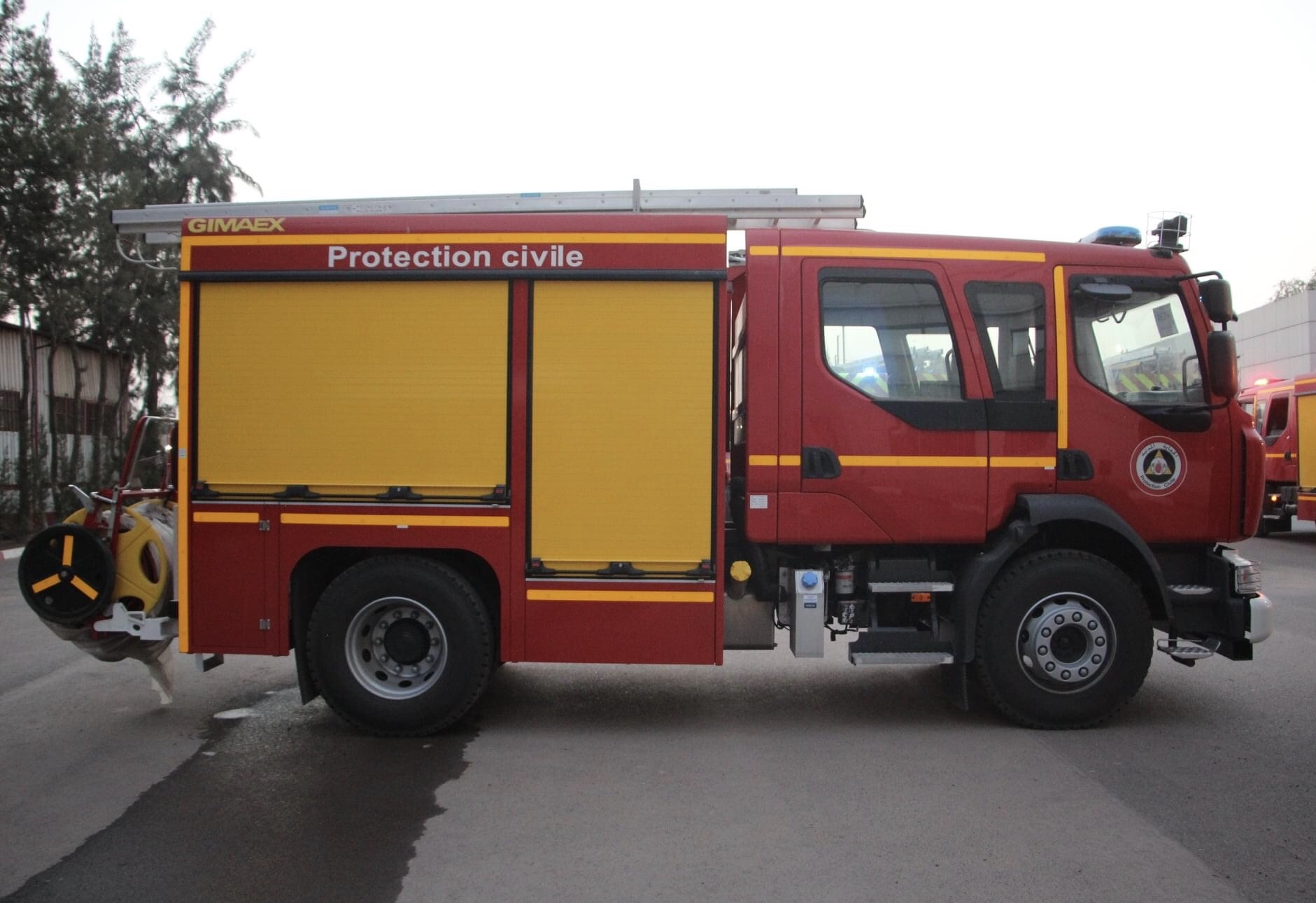
FPT de la protection civile algérienne.
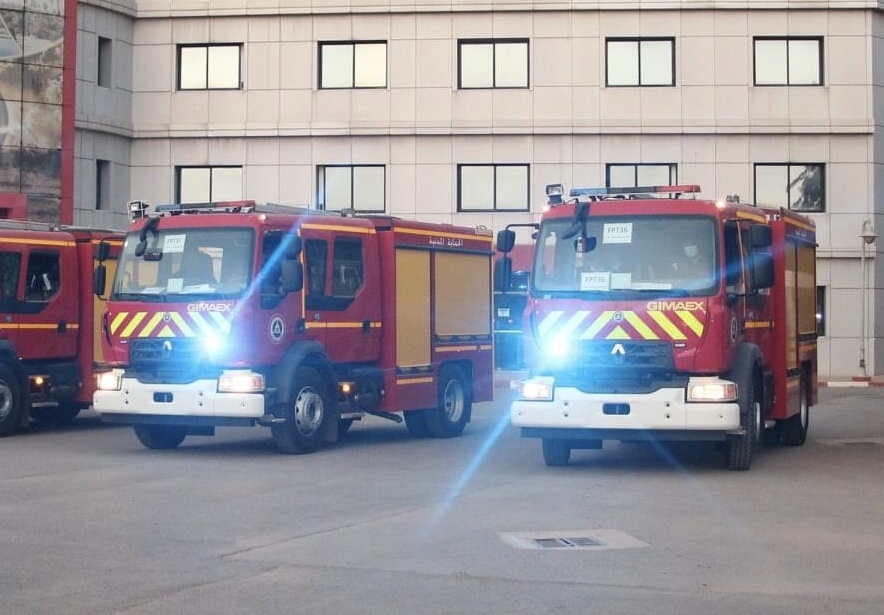
FPT de la protection civile algérienne.
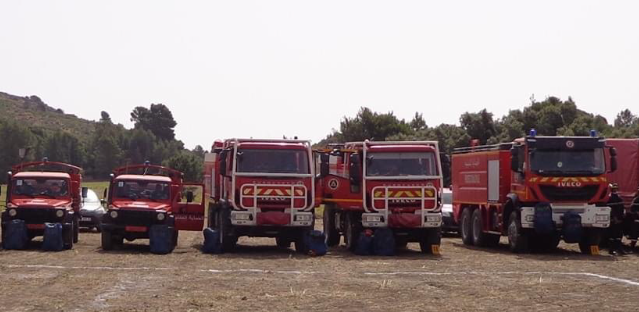
CCF, VPIL, et CCGC de la protection civile algérienne.
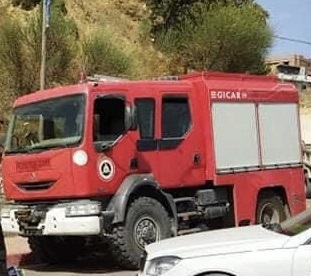
Un CCR de la protection civile algérienne.
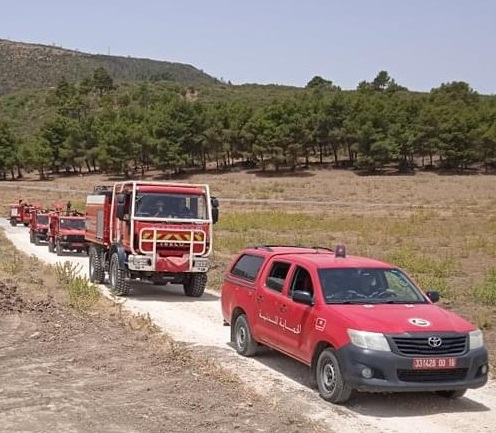
Colonne feux de forêt de la protection civile algérienne.
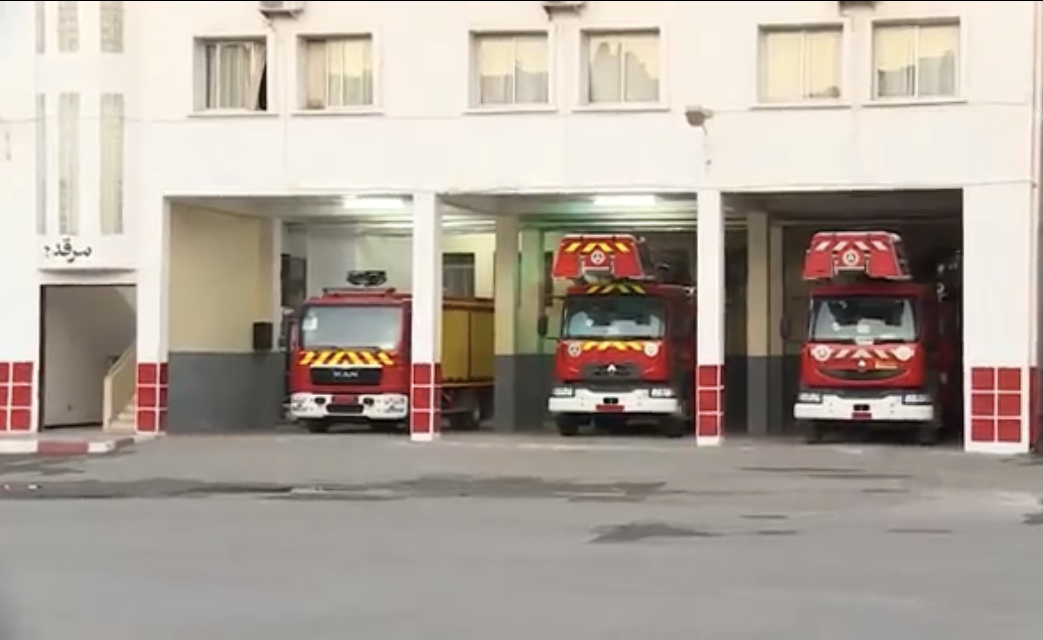
Remise d'une unité de la protection civile algérienne.
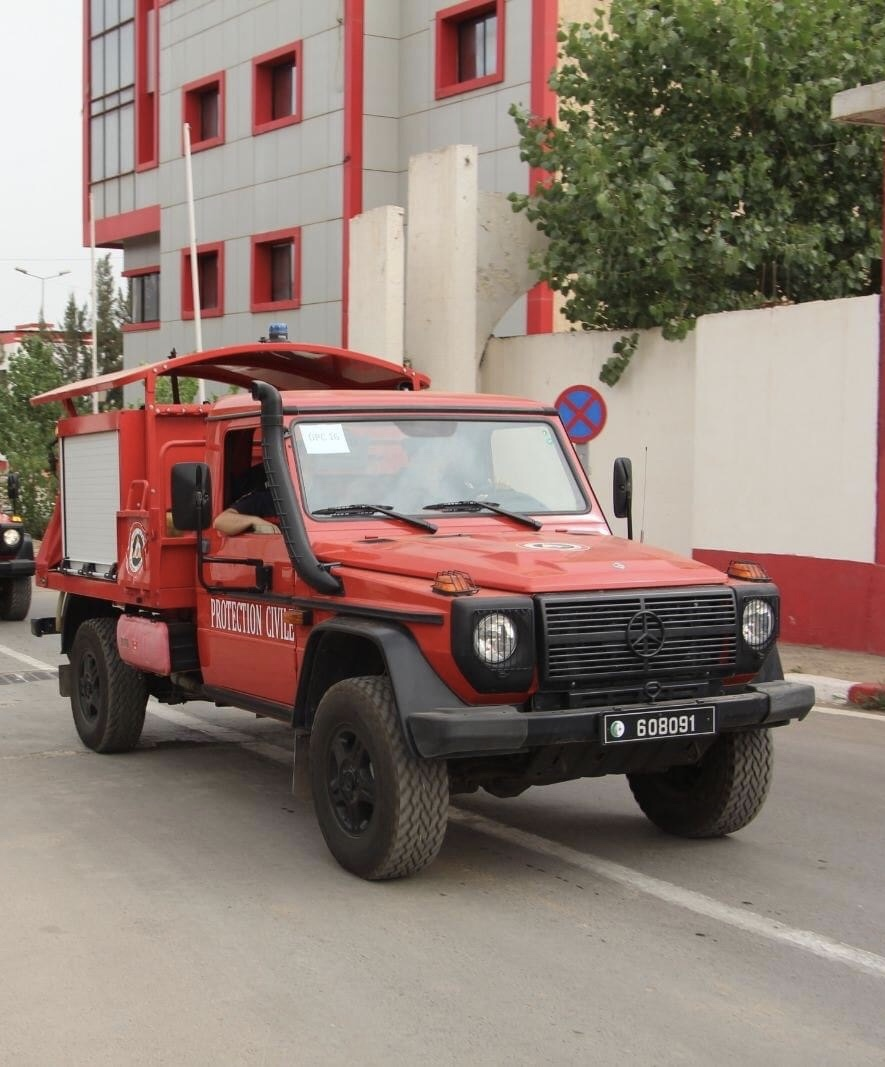
VPIL de la protection civile algérienne.

### Secours aux personnes
La protection civile s'est dotée en 2014, de 1100 ambulances Renault Master.
De plus la protection civile possède également des VSAV Mercedes Sprinter fabriqué en Algérie par l'entreprise SAFAV-MB à Tiaret.
La protection civile est aussi dotée d'hélicoptères ambulances AW-139, ainsi que de motos Yamaha de type trail permettant d'acheminer du personnel de secours rapidement dans des lieux difficiles d'accès pour des vecteurs d'intervention traditionnels.

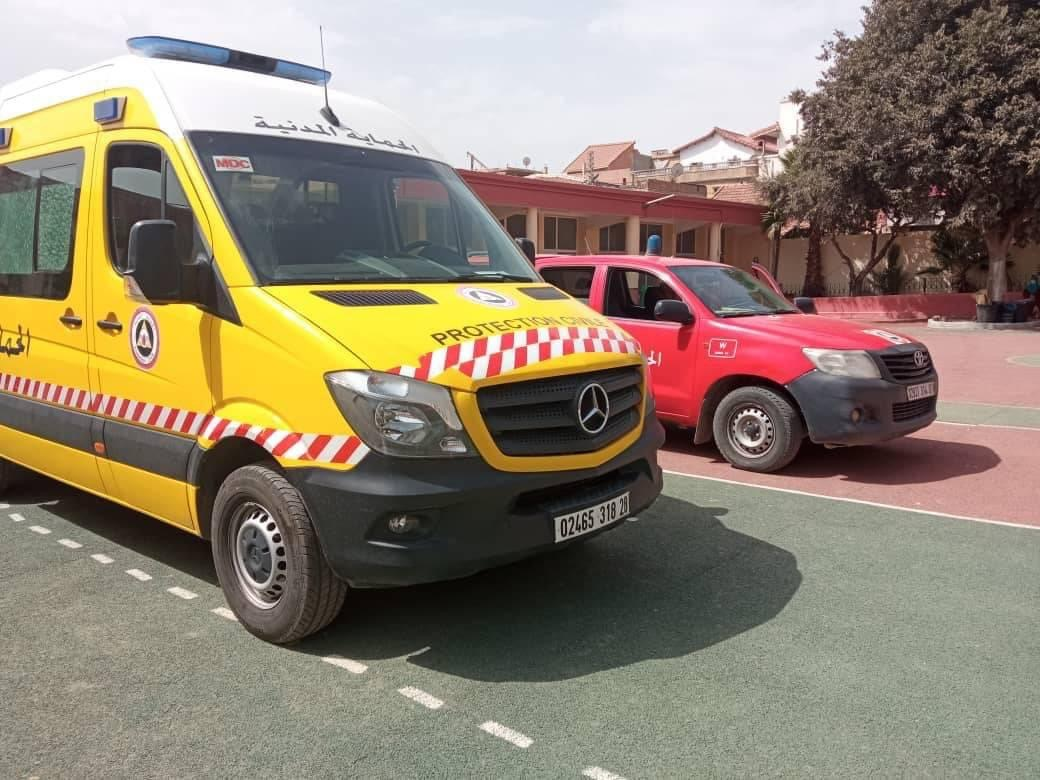
Un VSAV et un VLHR de la protection civile algérienne.
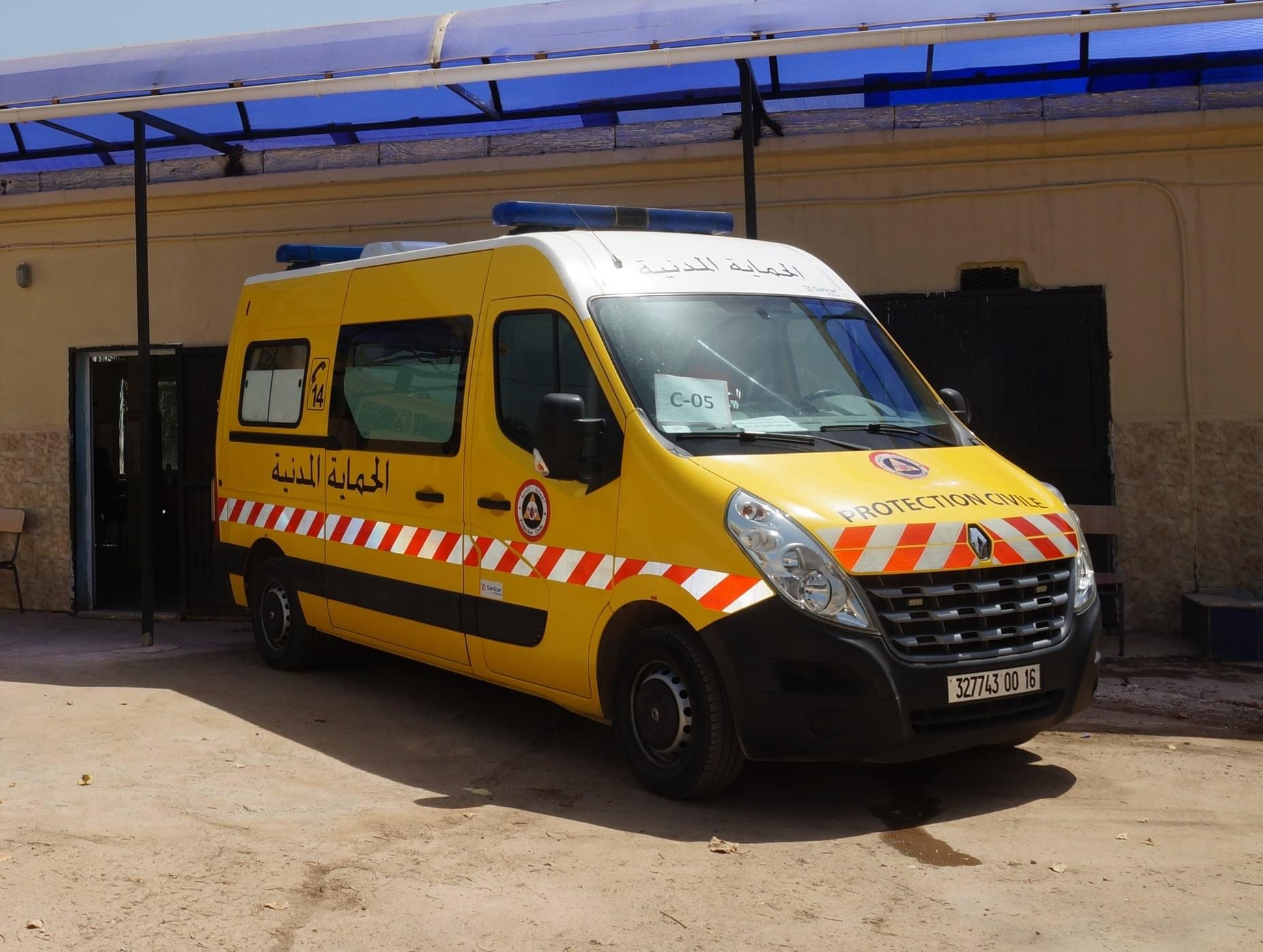
Un VSAV de la protection civile algérienne.
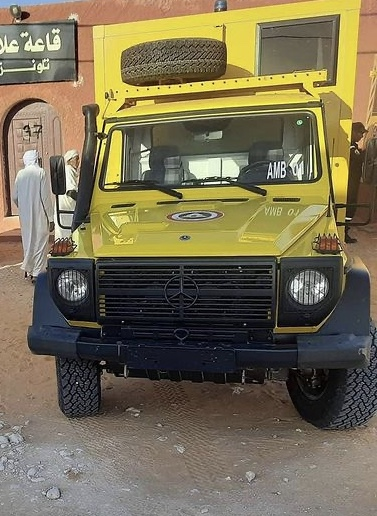
VSAV hors-route de la protection civile algérienne.
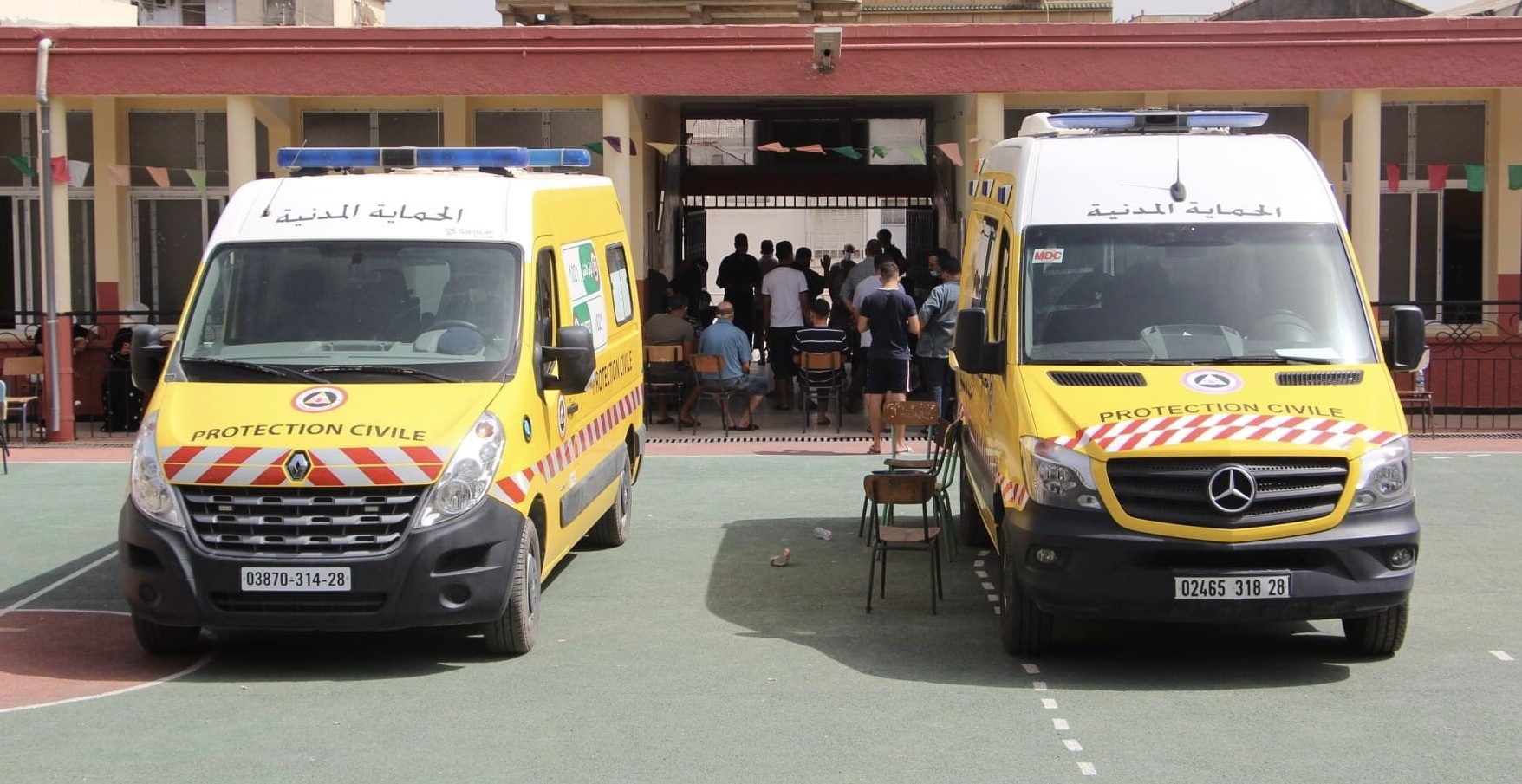
Deux VSAV de la protection civile algérienne.
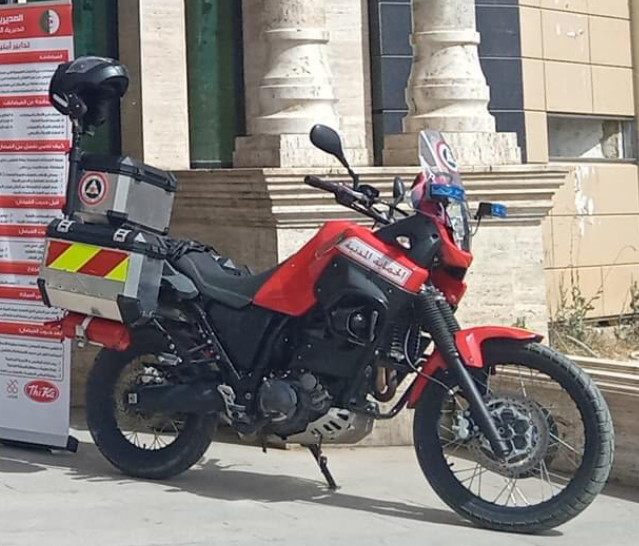
Moto d'intervention rapide de la protection civile algérienne.

### Autres
- EPA 32 (échelle pivotante automatique)
- VSR (Véhicule Secours Routier)
- VL (Véhicule de Liaison)
- VLTT (Véhicule de Liaison Tout Terrain)
- VTU (Véhicule Tout Usage)
- CB (Camion benne)
- CBL (Camion benne léger)
- CECO (Camion école)
- SPCT (Camion de transport)
- CSP (Camionnette soutien de plongée)
- DEP (Dépanneuse)
- SPF (Fourgonnette)
- MIR (Moto)
- VTUTP (Véhicule tout usage et transport de personnel)
- VPL (Véhicule de Plongeur)
- VPC (Véhicule Poste de Commandement)
- VID (Véhicule pour interventions diverses)
- VRCH (Véhicule radiologique et chimique)
- VGRIMP (Véhicule Groupe de Reconnaissance et d'Intervention en Milieu Périlleux)
- Véhicules frigorifiques
- Minibus
- Dépanneuses lourdes

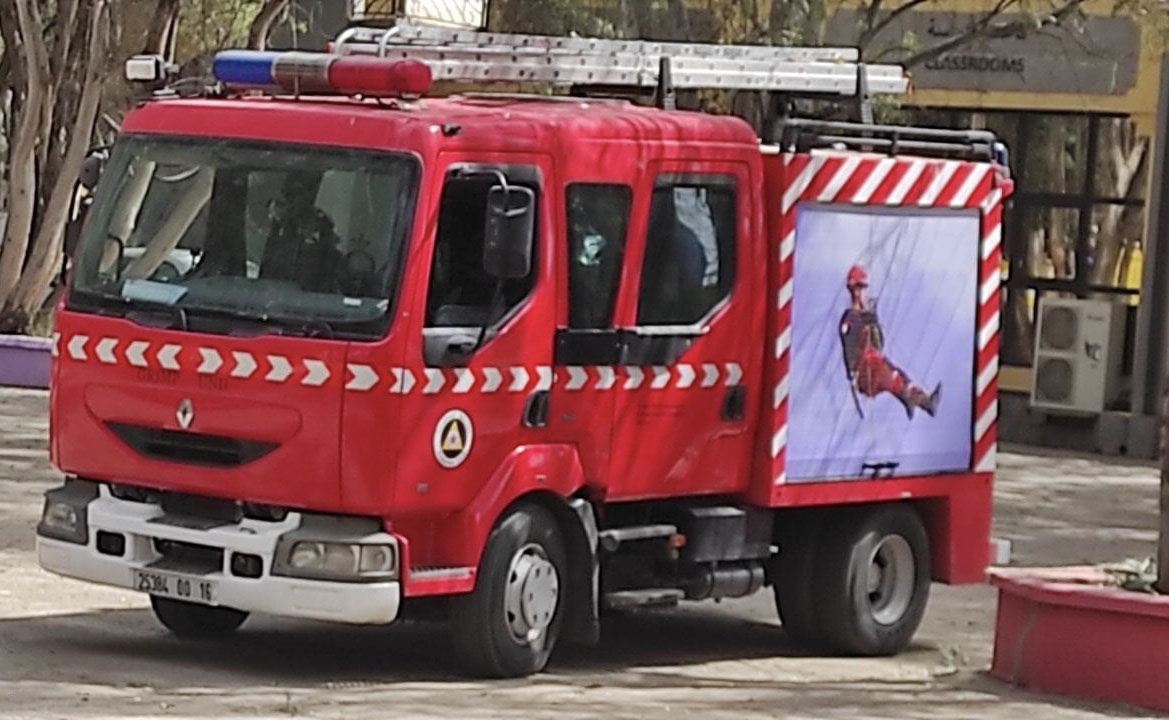
Un VGRIMP
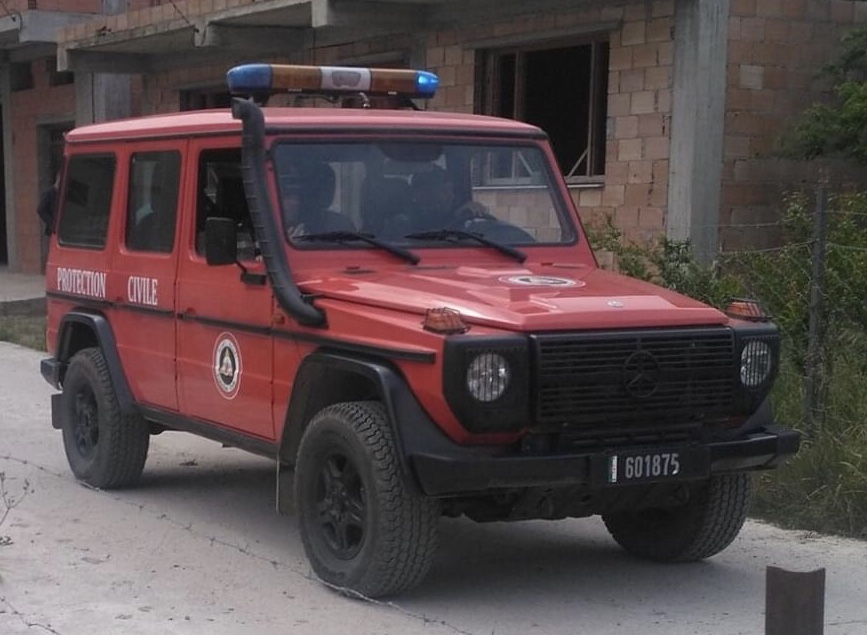
VLTT de la protection civile algérienne.
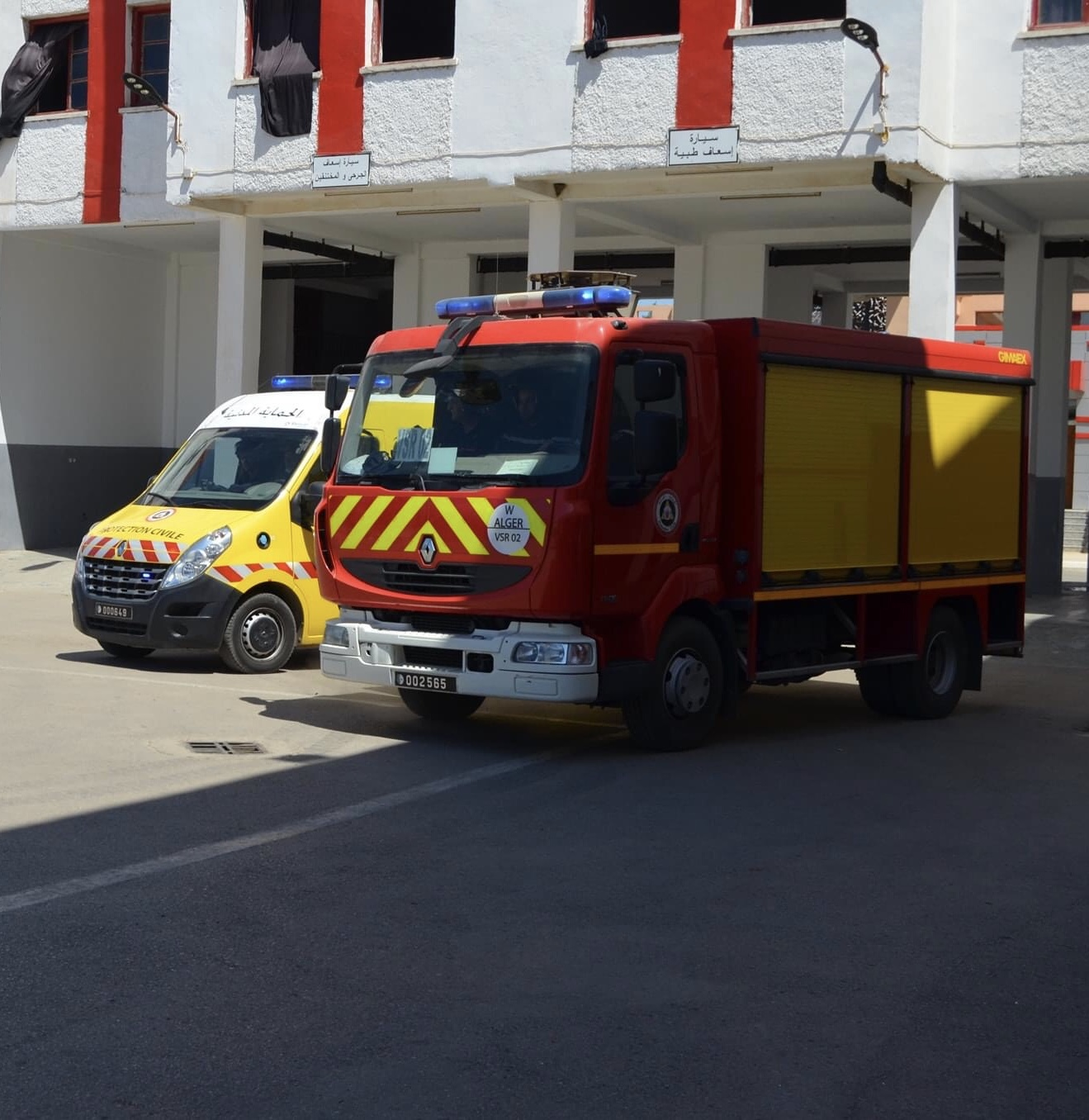
VSR de la protection civile algérienne.
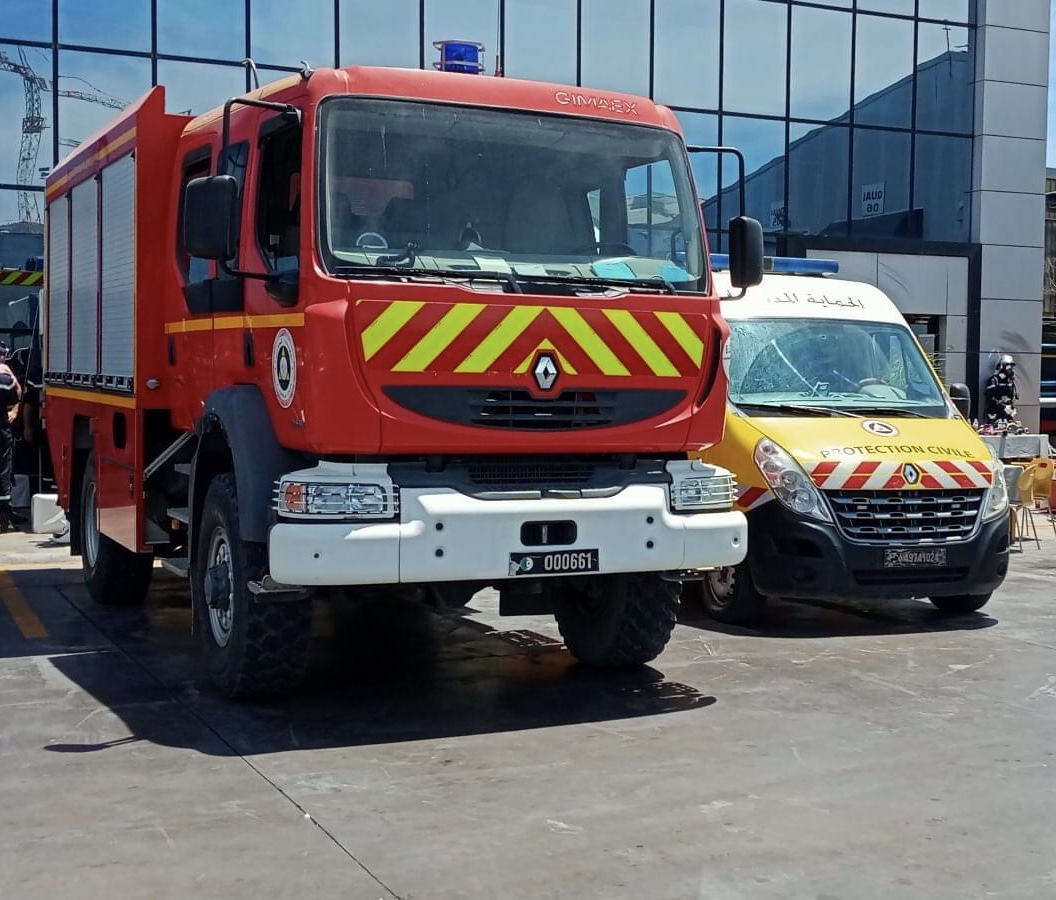
FSR de la protection civile algérienne.
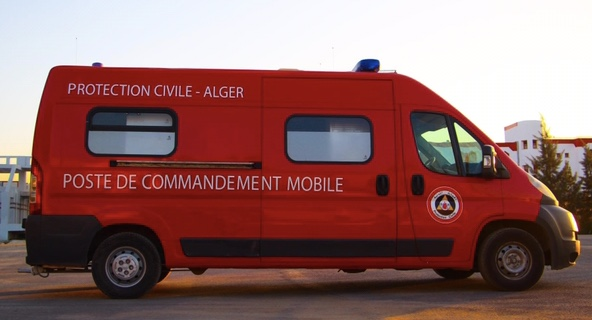
Poste de commandement mobile de la protection civile algérienne.